# 장강 문명
장강 문명(長江文明)은 중화인민공화국 장강 유역에서 일어난 고대 문화, 문명의 총칭이다.

## 발견
남장두 문화, 츠산 문화, 양사오 문화 등이 발견된 이래, 황하 유역에서 많은 유적이 발견되었으며, 황화 유역 외에는 별다른 문명이 존재하지 않았다는 것이 지배적인 학설일 때도 있었다.
그러다 1973년, 1978년의 발굴조사에서 발견된 저장성 위야오 시의 하모도 유적(河姆渡文化)에 의해 장강에는 황하와는 다른 문화가 존재했었다는 학설이 힘을 얻었다. 하모도 유적에서는 대량의 볍씨 등의 벼농사의 흔적이 발견되었고, 주거 형식은 고마루식(高床式)이었다. 즉, 장강 유역에는 독자적인 문화, 문명이 존재하지 않다가 황하 문명의 영향을 받아 문명이 생겼다는 학설보다는 장강에서도 독자적인 문화가 존재했다가 후에 황하 문명의 영향을 강하게 받아 황하 문명에 편입된 것으로 해석하는 학설이 힘을 얻었다.
장강 외에도 랴오허 주변에서 문명의 흔적이 발견되어, 현재는 랴오허, 황하, 장강 등에서 독자적인 문화가 생겼다가 이후 영향을 주고 받은 것으로 본다.

## 특징
초기 단계에서는 벼농사가 중심이며, 밭농사 중심의 황하 문명과의 뚜렷한 차이를 보이기 때문에 독자적인 농경을 발전시켰다고 할 수 있다.
중류 지역의 추자링 문화(屈家嶺文化, 기원 전 3000년? ~ 기원 전 2500년?), 하류 지역의 량주 문화(良渚文化, 기원 전 3300년? ~ 기원 전 2200년?)의 시대를 최절정으로 이후에는 쇠퇴하였으며, 중류 지역에는 황하 유역의 얼리터우 문화가 이식되었다. 황하 유역의 세력이 장강 유역의 세력을 정복한 결과라고 추측하고 있고, 고대 신화인 황제와 신농이나 치우의 대립 등의 설화를 황하 문명과 장강 문명의 세력 다툼에서 기인했다고 해석하기도 한다. 다만 치우 신화는
하모도 유적에서는 구슬로 만들어진 옥기나 칠기 등이 발견되고 있어 우청 문화(呉城文化, 기원 전 1400년? ~ 기원 전 1000년?)에서는 자기가 발견되고 있다.
이러한 문화들이 어떠한 흐름으로 연결되는지는 아직도 정확히 알 수 없다. 본격적인 발굴이 시작된지 30년 정도 밖에 되지 않았고, 발견된 유적의 물적 량에 비해 연구가 뒷받침 해주지 못하고 있다. 2004년까지도 장강 문명의 체계화된 문자는 발견되지 않았다. 이 때문에 연구를 하기 어려운 편이다.

## 신석기 시대 문화

### 펑터우산 문화
펑터우산 문화(彭頭山文化)는 후난성 리 현 펑터우산에서 발견된 대표적인 유적이다. 기원전 7000년 전 ~ 5000년 전의 것으로 추정되며, 산파농법을 했던 것으로 추정된다.

### 다시 문화
다시 문화(大溪文化)는 충칭 시 우산 현에서 발견된 대표 유적이다. 기원전 4500년경에서 기원전 3300년경의 유적으로 추정되며, 채문홍도가 특징으로 후기에는 흑도, 회도가 등장하였다. 관개 농법이 확립되어 주거지가 물의 보급을 위한 수원지로부터 대규모 농경을 할 수 있는 평야지대로 이동했다.

### 추자링 문화
추자링 문화(屈家嶺文化)는 후베이성 징산 현 추자링에서 발견된 유적으로 기원전 3000년경에서 기원전 2500년경의 유적으로 추정된다. 다시 문화를 계승하고, 녹로를 사용한 흑도가 특징이다. 허난 지방의 황허 문명에도 영향을 주었다고 추측된다.

### 스자허 문화
스자허 문화(石家河文化)는 후베이성 톈먼 시 스자허에서 발견된 대규모의 도성을 만든 기원 전 2500년경의 유적으로 추자링과 구별된다. 도성은 남북으로 1.3km, 동서로 1.1km의 크기로 상류 황하 유역의 부족과 치열한 생존경쟁을 벌인 것으로 추정된다.

### 하모도 문화
하모도 문화(河姆渡文化)는 저장성 위야오 시에서 발견된 유적으로 기원전 5000년경에서 기원전 4000년경의 유적으로 추측된다. 하류 지역에서는 가장 오래된 벼농사나 수렵 그리고 어로도 행해져 돼지를 가축화를 시켰다.

### 마자방 문화
마자방 문화(馬家浜文化)는 저장성 자싱 시 마자방에서 발견된 유적으로 기원전 5000년경에서 기원전 3800년의 유적으로 추정된다. 하모도 문화를 계승발전 시켰으며, 관개를 시작하였고, 홍도가 특징이다.

### 쑹쩌 문화
쑹쩌 문화(崧澤 文化)는 상하이시 칭푸 구 쑹쩌 촌(崧澤村)에서 발견된 유적으로, 기원전 3800년경에서 기원전 3500년경의 유적으로 추정된다. 구슬로 만든 팔찌 등의 장식품이 만들어지기 시작했다.

### 량주 문화
량주 문화(良渚文化)는 저장성 위항 구 량주 진에서 발견된 기원전 3500년에서 기원전 2200년경의 유적으로 마자방 문화, 송저 문화를 계승했다. 다수의 옥기 외에도 비단이 출토되었다. 분업이나 계층화가 진행되었다는 것을 보여주며, 순장을 시킨 무덤이 발견되었다. 황하 문명의 산둥 룽산 문화와는 서로 관련이 있다고 여겨지며, 동시기에 쇠퇴한 것은 어떤 공통적인 원인이 있다고 추측되고 있다.

### 우청 문화
우청 문화(吳城文化)는 장시성 장수 시 우청진에서 발견된 기원전 1400년에서 기원전 1000년경의 유적으로 황하문명과는 이질적인 청동기가 출토되었고, 원시적인 자기 등도 출토되었다.

## 표
연대에는 100년 단위로 오차가 있다. 같은 계통이라고 볼 수 있는 것은 같은 색으로 나타내었다. 색이 없는 부분은 연관 관계가 아직 불분명한 것이며, 숫자는 모두 기원 전이다. 황하 지역은 참고를 위해 올렸으며, 이 외에도 다수 존재한다.
|                    | 황하 유역                                              | 장강 상류 지역 | 장강 중류 지역 | 장강 중류 지역      | 장강 하류 지역 | 장강 하류 지역 |
| 기원전 8000년 이전 |                                                        |                | 위찬옌 유적    | 셴런퉁・루퉁환 유적 |                |                |
| 7000 \| 6000       | 페이리강 문화                                          |                | 펑터우산 문화  |                     |                |                |
| 6000 \| 5000       | 페이리강 문화, 라오관타이 문화, 베이신 문화, 츠산 문화 |                | 탕가강 문화    | 청베이시 문화       |                |                |
| 5000 \| 4000       | 양사오 문화                                            |                | 탕가강 문화    |                     | 마자방 문화    | 하모도 문화    |
| 4000 \| 3000       | 양사오 문화                                            |                | 다시 문화      | 다시 문화           | 쑹쩌 문화      | 쑹쩌 문화      |
| 4000 \| 3000       | 양사오 문화                                            | 량주 문화      | 다시 문화      | 다시 문화           |                |                |
| 3000 \| 2000       | 룽산 문화                                              | 바오둔 문화    | 취자링 문화    | 취자링 문화         |                |                |
| 3000 \| 2000       | 룽산 문화                                              | 삼성퇴 유적    | 스자허 문화    | 스자허 문화         |                |                |
| 2000 \| 1000       | 얼리터우 문화（하나라？）                              | 삼성퇴 유적    | 스자허 문화    | 스자허 문화         | 마차오 문화    |                |
| 2000 \| 1000       | 얼리터우 문화（하나라？）                              | 삼성퇴 유적    | 얼리터우 문화  |                     | 마차오 문화    |                |
| 2000 \| 1000       | 얼리터우 문화（천도전의 은나라）                       | 삼성퇴 유적    | 얼리강 문화    |                     | 마차오 문화    |                |
| 2000 \| 1000       | 천도 후의 은나라                                       | 삼성퇴 유적    | 은             | 우청 문화           | 후슈 문화      |                |
| 2000 \| 1000       | 주나라                                                 | 삼성퇴 유적    | 주나라         | 초나라              | 후슈 문화      |                |
| 1000 이후          | 주나라                                                 | 파촉           | 주나라         | 초나라              | 후슈 문화      |                |
| 1000 이후          | 주나라                                                 | 파촉           | 주나라         | 초나라              | 오월           |                |

## 같이 보기
- 황하 문명
- 중국의 신석기 문화 목록